# Komarivka, Ripkî
Komarivka (în ucraineană Комарівка) este un sat în comuna Nedanciîci din raionul Ripkî, regiunea Cernihiv, Ucraina.

## Demografie
Componența lingvistică a localității Komarivka
     Ucraineană (100%)
Conform recensământului din 2001, toată populația localității Komarivka era vorbitoare de ucraineană (100%).